# 陸小曼
陸小曼（1903年11月7日—1965年4月3日），又稱陸眉，別名小眉、小龍，是一位出身江蘇武進的畫家。中國農工民主黨黨員。

## 家世
陆小曼，江苏常州人，于1903年11月7日(农历九月十九日)出生于上海孔家弄。名眉（英語：May），别名小眉、小龙，笔名冷香人、蛮姑。
陆小曼的祖先原在常州樟村，即晋陵（常州）樟村陆氏宗祠（今常州戚墅堰区丁堰），为书香门第，后定居市内白马三司徒。白马三司徒即今常州天宁区白马巷，陆小曼常回故乡省亲看望在白马巷71－3的舅舅吴安甫和表弟吴一鸣。清咸丰、同治年间，陆小曼祖父陆荣昌因避“长毛”（即太平天国）之乱迁居上海，陆荣昌之兄陆荣俊则迁居到武进僻壤的埠头镇（今常州武进区湟里镇，又名杨柳埠）。
陆小曼父亲陆子福（1873年-1930年），字厚生，因他少时聪慧，每考必中，长辈因此替他改名为陆定，又字静安，号建三，晚清举人，日本早稻田大学毕业，是伊藤博文的得意弟子。在日本留学期间，参加了孙中山先生的同盟会。民国初年袁世凯任大总统时，曾下令逮捕了陆定和其他很多同盟会会员:18。南京国民政府成立后，陆定经同乡翰林汪洵之推荐入度支部（后为财政部）供职，历任司长、参事、赋税司长等二十余年，是国民党员，也是中华储蓄银行的主要创办人。母亲吴曼华，小名梅寿，是常州白马三司徒中丞第吴耔禾之长女，上祖吴光悦（常州吴氏中丞第的主人）做过清代江西巡抚。她多才多艺，对古文有较深功底。清末，陆定一度担任贝子贝勒学校的教师，这些王子王孙写的文章作业，陆定带回家中，由吴曼华帮助批改，可见她具有相当的文字基础。她更擅长一手工笔画，陆小曼嗜画，受其母亲影响至深。“小曼”两字也来源于母亲。

## 生平
陆小曼於1903年11月7日（农历九月十九日）出生。9岁，陆小曼进入北平女中读书；15岁，就讀法國人在北京开办的聖心學堂，父親為她聘請英國籍女教員教她英文，閱讀英、法著名作品；陆小曼因此精通英文和法文:18-19。
1922年，19岁的陆小曼奉父母之命與27岁的軍官王賡成婚:29。婚前陆小曼经常被人簇拥、关注参加各种活动，婚后陆小曼期待王赓依然能经常伴她出游、交际；王赓六天致力于工作和读书，星期天才休闲，无法满足陆小曼之期望；双方个性不合，感情便出现危机:33。王赓有时请朋友徐志摩陪陆小曼参与各种活动，双方开始婚外恋:35。陆小曼与徐志摩相恋之后，陆小曼向王赓提出离婚要求，並瞞著徐志摩及王賡，至一德國人所開診所墮胎，也因此終生失去生育能力。王赓于1926年与其離婚:93。
1926年8月14日，陆小曼与徐志摩在北京北海公园董事会厅堂订婚，请徐志摩的老师梁启超证婚:98，梁启超在订婚仪式上发表一番对两人伤害家人亲朋，婚外出轨，人品低劣，以及反对两人结合的证婚词:3。10月3日，陆小曼与徐志摩成婚，徐陆结婚时给王赓发了请帖，王赓也赠送一份礼物。

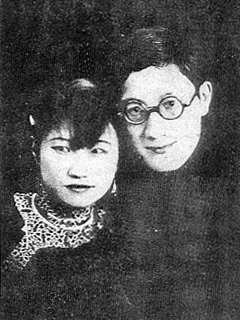
陸小曼（左）和徐志摩（右）

婚后徐志摩與陆小曼南下定居上海，陸小曼因为票戲與翁同龢門生翁綬祺之子翁瑞午（1899年5月-1960年）相識。翁瑞午已婚有子女，擅长推拿，為她推拿治疗疼痛，建议她吸鴉片止疼。当时有人以此事做文章《伍大姐按摩得膩友》刊登在1927年12月17日的《福尔摩斯小报》上，影射陸小曼與翁瑞午的奸情，徐志摩因此起诉《福尔摩斯小报》的编辑，不过由于只是影射没有真名，最后不了了之。:153
陸小曼自身无工作能力，生活却非常奢侈，徐志摩以每月收入一千餘元之高薪（當時一個圖書館職員月薪約五元），不足小曼豪宅租金，司機、廚師、男僕、女傭之薪水等奢華之開銷。徐志摩不得不在北京，上海两地四处兼职增加收入，为节省路费，徐志摩经常蹭搭邮政飞机。1931年11月17日這一天，徐志摩勸說陸小曼稍微节俭，不要再吸食鸦片，陸小曼恼羞成怒，兩人發生口角，徐志摩一气之下離開上海、到了南京。两天后11月19日徐志摩空難身故，南京航空公司主任保君健通知陸小曼徐志摩不幸身亡，陆小曼作《哭摩》悼念他。小曼整理徐志摩作品，編成《志摩日記》、《徐志摩詩選》、《志摩全集》等。
徐志摩死后，已婚的翁瑞午经常到陸小曼居所同居，由于陆没有收入，生活艰难时，陆小曼与翁瑞午甚至曾向翁与妻子的女儿翁香光索钱 二人维持同居关系近30年直到翁瑞午过世。胡適曾要求她與翁斷交，未果；她曾表示對翁瑞午只有友情、沒有愛情，又说：“我的所作所为，志摩都看到了。志摩会了解我，不会怪罪我。”
中华人民共和国於1949年建国，陆小曼先后担任上海文史馆馆员及上海中国画院画师，后加入中国农工民主党并出任该党上海市徐汇区支部委员。
1955至1956年間，陸小曼被安排在上海中國畫院當畫師，月工資八十元。她居於上海靜安公園對面的延安新村。金石篆刻師父陳巨來介紹十三四歲的張方晦去跟小曼學畫。張方晦形容那時的陸小曼「瘦弱蒼老，頰萎腮癟，口中只剩一二餘齒」。跟她一起生活的有她的表妹吳錦、還有同居多年的翁瑞午和翁在外私生的小女兒。
1961年翁瑞午在上海去世，过世前托赵家璧、赵清阁继续照顾陸小曼，陸小曼在他们鼓勵下從贺天健習畫，善畫山水，畫風近清代王鑒一路，格調有幽雅淡遠之趣。有《江邊綠陰圖》軸，與孫鴻（雪泥）合作《黃山煙雲圖》橫幅、《歸樵圖》及《黃鶴樓圖》等画作傳世。
1965年陆小曼在上海病逝，享壽61歲。

## 才艺

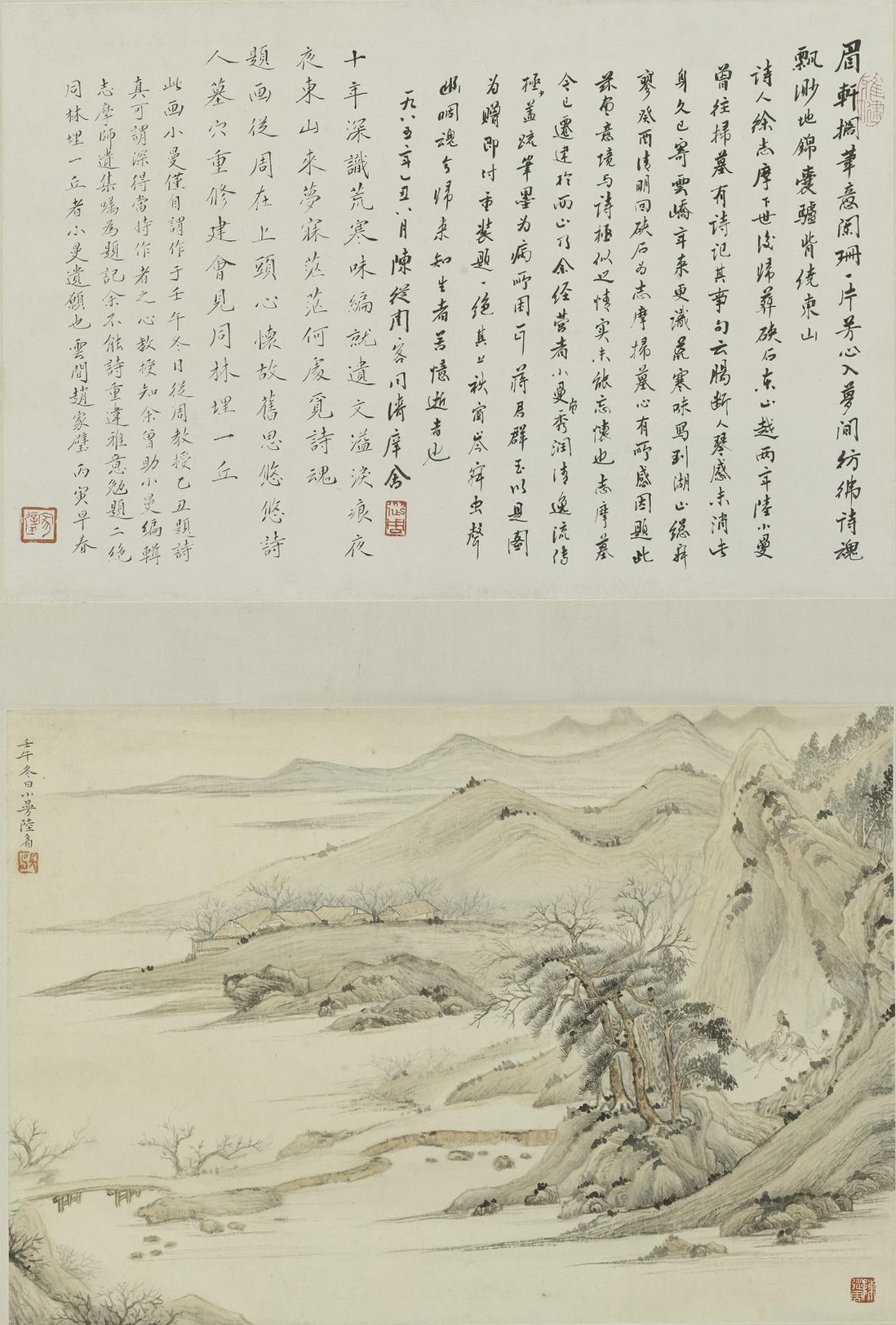
东山骑归图，作于1942年

- 陸小曼精通英文和法文，阅读、写作、口译皆佳。
- 擅長跳舞、京戲。
- 散文、诗作广受读者及作家好评。
- 与名家习画之后，受画界好评。翁瑞午死后，陸小曼把作品放在“朵云轩”寄售，很受欢迎。

## 逸事
- 翁瑞午曾說：「人稱陸小曼是『海陸空』」。因她的第一任丈夫王賡是陸軍出身，第二任丈夫徐志摩死於空難，而同居數十年的翁瑞午是海軍出身，曾官至海軍部軍需處長。[10]
- 陸小曼對其他人的看法：[10]
  - 徐志摩：始終是個長不大的孩子，是真的，不是裝出來的。
  - 林徽因：高雅美麗，與志摩極其相配。當年梁思成也追求林，為了替林買桔子，梁騎摩托出門，車禍傷腿，林不忍離棄腿殘的梁，才捨志摩而取梁。
  - 胡適：溫雅有禮，關愛他人的。
  - 聞一多：頭髮亂蓬蓬、衣服臟兮兮的。
  - 沈從文：當過警察。曾在她與志摩的家裡住過。
  - 泰戈爾：慈愛得像上帝。
  - 孫大雨：非常自傲，但不狂妄。
  - 丁玲：很有才氣。當年胡也頻出事，是她推動志摩去向邵洵美借錢，以資助沈從文陪伴丁玲潛逃。

## 评价
陸小曼与徐志摩及翁瑞午（生于1899）的婚外恋，受到梁啟超、徐志摩父亲徐申如、胡适多人批评。梁啟超亦曾對其子梁思成表示對徐志摩這段婚姻的諸多擔心。
- 徐志摩说：她一双眼睛也在说话，睛光裏荡起，心泉的秘密。
- 胡适说：陆小曼是一道不可不看的风景。
- 郁达夫说：小曼是一位曾振动20世纪20年代中国文艺界的普罗米修斯。
- 郁达夫之妻子王映霞说：她确实是一代佳人，我对她的印象，可以用“娇小玲珑”四个字概括。
- 刘海粟说：陆小曼的旧诗清新俏丽；文章蕴藉婉约；绘画颇见宋人院本的常规，是一代才女，旷世佳人。